# Nychiodes rayatica
Nychiodes rayatica là một loài bướm đêm trong họ Geometridae.